# Leland Sklar
Pour les articles homonymes, voir Sklar.
Leland Bruce "Lee" Sklar est un bassiste américain né le 28 mai 1947 à Milwaukee (Wisconsin). Il se fait d'abord connaître en tant que membre du groupe de James Taylor, qui se réunit ensuite sans Taylor sous le nom The Section (en). Depuis, Leland Sklar a enregistré et tourné avec des artistes tels que Jackson Browne, Carole King, Linda Ronstadt, Phil Collins, Toto, Lyle Lovett et beaucoup d'autres. Durant sa carrière il apparait sur plus 2 500 albums. De plus, il joue sur de nombreuses bandes son de films et d’émissions de télévision. Depuis 2018, Sklar est le bassiste de The Immediate Family, un groupe formé de ses amis musiciens les plus anciens, notamment des anciens membres de The Section.

## Biographie

### Jeunesse et débuts dans la musique
Leland Bruce Sklar naît le 28 mai 1947 à Milwaukee, dans le Wisconsin. Sa famille maternelle est originaire de Duluth, dans le Minnesota. Sa famille paternelle est de Milwaukee, composée d'immigrants ukrainiens originaires d'Odessa. « Sklar » est un surnom ukrainien qui désigne un vitrier. A l'âge de quatre ans, sa famille et lui déménagent à Van Nuys en Californie, un quartier situé dans la vallée de San Fernando et au nord-ouest de Los Angeles.
À cinq ans, Leland Sklar veut apprendre le piano après avoir vu Liberace à la télévision. Sa mère lui a déjà acheté une version enfant à la maison. Le Liberace Show captive le jeune Leland, surtout le style et le panache de Liberace, ainsi que le jeu de son frère ainé George (en) au violon. Il commence ses premiers cours de piano juste après ses cinq ans. Son talent naturel et sa passion pour l'instrument le font exceller. Aux alentours de ses sept ans, il a déjà gagné plusieurs récompenses de la Hollywood Bowl Association en tant que meilleur jeune pianiste de Los Angeles pour sa catégorie d'âge. Cependant, son envie s'essouffle à ses douze ans. D'après lui, son professeur de piano répercute sur lui sa carrière musicale ratée.
Il entre à la Birmingham High School (en), où il se détache définitivement du monde du piano et, grâce à son professeur de musique Ted Lynn, se met à jouer de la contrebasse,,. Leland Sklar saisit immédiatement la technique de l'instrument et développe une passion pour la basse, dont il joue dans l'orchestre de son école et dans un groupe de danse. Sklar fait partie de la fanfare de son école dans laquelle il joue de la grosse caisse en première année. Il cherche ensuite d'autres instruments. Étant bassiste, trois possibilités s'offrent à lui : la grosse caisse, le soubassophone ou le tambour-major. Sklar décide de devenir l'un des tambour-major. Il participe le temps d'un été à l'animation des mi-temps à l'université de Redlands. Il conserve ses baguettes en souvenir. Sklar sort diplômé de la Birmingham High School en 1965 et décide d'arrêter de se raser, marquant le point de départ de sa barbe iconique.
Après le succès fulgurant des Beatles, les choses changent drastiquement. Dès que les guitaristes et les pianistes ont été dotés d'amplificateurs, la contrebasse de Sklar est devenue obsolète, pas suffisamment forte en volume. En face du bâtiment du Local 47 de la Fédération américaine des musiciens à Hollywood se trouve un magasin de musique appelé Stein on Vine. Dans les années 1960, il fait partie de la fédération et s'appelle simplement Stein Music Co. Sklar et son père y vont pour acheter sa première basse, une Melody avec un amplificateur St. George. Le tout coûte dans les 80 dollars américains à l'époque. Peu après, Sklar n'arrête pas de recevoir des appels de personnes qui cherchent un bassiste,.
Entre 1965 et 1970, Sklar a suivi des cours au San Fernando Valley State College (aujourd'hui l'université d'État de Californie à Northridge). Il y effectue des études de musique, mais est rapidement déçu par le département, remarquant au bout de deux ans que ces études étaient essentiellement destinées à former des professeurs de musique plutôt que de bons musiciens. Un jour, il se rend au bâtiment de l'administration et effectue un certain nombre de tests d'aptitude et découvre que ses plus grandes compétences sont en art et en science. En conséquence, il se réoriente de la musique vers les sciences, espérant alors devenir médecin ou dessinateur industriel.
Pendant ses études au San Fernando Valley State College, Sklar joue dans son orchestre. Pendant les deux premières années, il fait partie de la section des instruments à cordes basses, en compagnie de Daryl Dragon (en), qui devient par la suite le Captain du groupe Captain and Tennille. C'est également à cette période que Sklar entre dans un groupe dénommé Little John Farm composé du chanteur/guitariste Denny "Steve" Aaberg, de Dennis Dragon aux percussions et de Doug Dragon aux claviers. Dennis et Doug Dragon sont les frères de Daryl. Parmi les autres camarades de Sklar, on retrouve le saxophoniste Tom Scott et l'acteur/humoriste Cheech Marin.
Sklar passe cinq ans au San Fernando Valley State College, mais n'en sortira jamais diplômé en raison de sa carrière musicale.

### Carrière
Dans les années 1960, Leland Sklar fait partie de plusieurs groupes, dont Mike and the Mad Men, The Percolators, The Comfortable Charos, The Brimstones, et The El Dorados,. Il joue parfois dans cinq groupes en même temps, interprétant tous types de musiques, essayant de chercher qui il est vraiment,. C'est au sein de The Brimstones (créé en 1966) que Sklar rencontre pour la première fois le guitariste Dan Dugmore (en), qui deviendra son plus ancien ami de sa carrière musicale. D'après Leland Sklar, le business de la musique est centré sur les réseaux. Il cherche donc à rencontrer le plus de personnes possible, travailler intensément, et espère le meilleur. Deux autres groupes de la même période ont une forte influence sur sa carrière : Group Therapy (créé en 1967) et Wolfgang (créé en 1969).
En 1967, Group Therapy signe auprès du label Canterbury et obtient une session d'enregistrement aux United Studios (en) de Hollywood. Cependant, les jeunes musiciens sont trop inexpérimentés et ne sont même pas été autorisés à jouer leurs instruments. À l'époque, le groupe est composé de David Finer (chant et guitare rythmique), Jeff Finer (chant), Greg Wood (chant), Lee Sklar (basse et chant) et d'Ira Ingber (guitare principale - il est le frère d'Elliot Ingber (en), l'un des membres fondateurs de The Mothers Of Invention et de Fraternity of Man (en)). Le groupe produit lui-même les chants, mais la musique est enregistrée par le groupe The Wrecking Crew. Ce dernier est composé de Carol Kaye et Bobby West à la basse, Hal Blaine à la batterie, Jim Gordon aux percussions, Mike Rubini (en), Mike Melvoin et Larry Knechtel aux synthétiseurs, Mike Deasy (en), Dennis Budimir (en), Al Casey et Tommy Tedesco (en) aux guitares. Leland Sklar se souvient avoir été intimidé par le talent de ces musiciens et ne pensais jamais pouvoir faire aussi bien qu'eux, mais a fini par travailler quotidiennement avec eux trois ans et demi plus tard. Au moins quatre chansons ont été enregistrées, Magic in the Air, Bad News, Little Bird et Million Dollar Movie. Quelques versions vinyle sont réalisées des deux dernières chansons, mais jamais commercialisées. Les singles Magic in the Air (face A) et Bad News (face B) sont commercialisés et parviennent à entrer dans le Billboard Hot 100, offrant à Group Therapy l'opportunité de jouer en première partie pour The Byrds et Canned Heat au Anaheim Convention Center et pour The Seeds à l'Université d'État de Californie à Northridge,. Les chansons sont produites par Mike Post. Plus tard, Leland Sklar travaille avec Post sur chacune de ses séries télévisées : 200 dollars plus les frais, Magnum, Capitaine Furillo et L'Agence tous risques pour ne citer qu'elles,,.
En 1969, Sklar devient le bassiste d'un groupe de hard rock managé par Bill Graham dénommé Wolfgang, composé de Bryn Haworth (en), Ricky Lancelotti (en), Kevin Kelley (en), Randy Zacuto et Warren "Bugs" Pemberton (en). Le groupe fait la première partie de Led Zeppelin, mais leurs seuls enregistrements sont des démos qui n'ont jamais été publiées. C'est à ce moment que Leland Sklar rencontre James Taylor. Un ami du batteur de Wolfgang Bugs Pemberton, John Fischbach, copropriétaire de Crystal Sound à Vine Street (Hollywood), invite son ami James Taylor à assister aux répétitions du groupe à Sunland. Taylor passe quelques jours avec le groupe. Plus tard, Taylor se voit accorder un concert au Troubadour et, se souvenant de Sklar, demande à son manager Peter Asher de l'inviter à jouer de la basse pour cette représentation. Les deux musiciens s'attendent à une collaboration temporaire, mais la carrière de Taylor prend une tout autre dimension après le succès de son deuxième album, Sweet Baby James. Sklar devient alors un membre à part entière du groupe de Taylor, aux côtés de Danny Kortchmar (en), Russ Kunkel et Carole King, l'ensemble accompagnant Taylor au sommet de sa gloire. Rapidement, grâce à cette promotion, Sklar est appelé à enregistrer avec de nombreux autres artistes.
Dans les années 1970, Sklar travaille presque quotidiennement avec Kunkel, Kortchmar et le claviériste Craig Doerge (en) (qui a remplacé Carole King après son accès à la célébrité). L'ensemble décide de former un groupe, The Section, après avoir reçu l'autorisation de Taylor. Ils participent aux tournées de plusieurs artistes, dont Jackson Browne. The Section enregistre trois albums de rock fusion en 1972, 1973 et 1977. En raison d'une aide trop minime de la part de leur label, The Section est dissous en 1978, permettant à ses membres de trouver des postes plus lucratifs.
C'est pour cette raison que dans les années 1980, Leland Sklar décide de devenir un musicien de studio à Los Angeles, Nashville et en Europe. Cependant, avec l'invention et la popularisation du CD et des copies digitales, les revenus de ses anciens albums ont chuté drastiquement et les budgets d'enregistrement ont été revus à la baisse. Les concerts et les tournées deviennent une partie très importante de l'industrie musicale à cette époque.
Leland Sklar commence à travailler avec et pour Phil Collins lors de l'enregistrement de l'album No Jacket Required. Il participe à la tournée mondiale qui suit la sortie de l'album, entre février et juillet 1985. Sklar travaille à nouveau à ses côtés sur l'album ...But Seriously en 1989 et pendant la tournée consécutive entre février et octobre 1990, jouant au total sur 121 dates. Il apparait dans les crédits de l'album live Serious Hits... Live! (1990). Sklar participe également aux tournées du First Final Farewell Tour (entre 2004 et 2005) et du Not Dead Yet Tour (entre 2017 et 2019).
En 1993, alors qu'il est en train d'enregistrer ce qui devient par la suite l'album Winter Light (en) de Linda Ronstadt à The Site (comté de Marin), Sklar reçoit un appel de Michael Frondelli, alors à la tête des Capitol Records Studios et producteur du groupe The Barefoot Servants (en). Il cherche un bassiste et demande s'il est intéressé. Frondelli envoie une cassette de démo à Sklar qui, après avoir écouté trois notes, déclare « Je viens ». Sklar n'a jamais rencontré les trois autres musiciens du groupe auparavant : Jon Butcher (guitare, chant), Ben Schultz (guitare, mandoline) et Ray Brinker (batterie, percussions). Le quatuor enregistre le premier album homonyme du groupe, Barefoot Servants, en direct depuis le studio. Le groupe poursuit en effectuant une tournée intitulée The Southern Spirit Tour en 1994 aux côtés de The Marshall Tucker Band, 38 Special, The Fabulous Thunderbirds et des Outlaws. Ils baptisent l'ensemble « Bubbapolooza ». Avec le temps, les Barefoot Servants gagnent en popularité ; leur label (Epic Records) leur offre un soutien supplémentaire. Onze ans après son premier album, le groupe en enregistre un second au studio personnel de Ben Schultz, avec cette fois Neal Wilkinson à la batterie. L'album est simplement intitulé Barefoot Servants 2, en hommage à un couplet de Bob Dylan dans "All Along the Watchtower (Jon Butcher est un grand admirateur de Jimi Hendrix). L'album est publié en août 2005, labellisé chez Atom Records.
Sklar joue à nouveau avec James Taylor, Carole King, Danny Kortchmar et Russ Kunkel dans une série de six concerts au Troubadour du 28 au 30 novembre 2007 pour le 50e anniversaire de la boîte de nuit. L'ensemble se réunit de nouveau pour le Troubadour Reunion Tour en 2010.
Leland Sklar participe à la tournée de l'album Falling In Between de Toto entre 2007 et 2008, remplaçant son ami Mike Porcaro, atteint de la maladie de Charcot,. Il participe notamment au concert au Zénith de Paris en mars 2007, où est enregistré le quatrième album en public du groupe, Falling in Between Live. Sklar rejoint à nouveau le groupe entre 2016 et 2017 en remplacement de David Hungate pour la tournée de l'album Toto XIV. Sklar fait également des tournées avec Lyle Lovett, Peter Asher, Véronique Sanson, Tracy Chapman, Van Dyke Parks et Judith Owen, entre autres. Il accompagne le groupe Era lors de son concert à Moscou les 12 et 13 juin 2012.
Il participe tout au long de sa carrière à de très nombreux enregistrements d'albums studio avec des artistes comme Era, Rita Coolidge, Reba McEntire, Yumi Matsutoya, Suzy Bogguss, Michel Polnareff, France Gall, Daryl Stuermer, Clint Black, Carole Bayer Sager, Kim Carnes, David Cassidy, Billy Cobham et beaucoup d'autres. Il joue, par ailleurs, avec des groupes comme The Doors sur l'album post-Morrison Full Circle sur les chansons Hardwood Floor, The Mosquito et It Slipped My Mind et avec le groupe America sur l'album Alibi. 
Tout au long de sa carrière et quel que soit son rôle (membre d'un groupe, en studio ou en tournée),, Leland Sklar contribue de la sorte à plus de 2 500 albums.
En 2018, un nouveau groupe réunissant plusieurs membres de The Section est formé : The Immediate Family, avec Leland Sklar à la basse, Russ Kunkel à la batterie, Danny Kortchmar, Waddy Wachtel et Steve Postell à la guitare et au chant. Le groupe fait une tournée au Japon et publie quelques enregistrements. Son premier album homonyme, The Immediate Family, est publié en 2021. Une tournée américaine de quelques dates se tient en novembre 2021,.
En 2020, pendant le confinement, Leland Sklar lance sa chaîne YouTube, initialement pour montrer quelques lignes de basse de chansons qu'il a jouées en concert avec Phil Collins. Au fil du temps, la chaîne devient l'archive de sa carrière musicale et de ses inspirations personnelles. Sklar publie également un livre, Everybody Loves Me, contenant près de 6 000 photos provenant d'une collection de plus de 12 000 images de célébrités et d'inconnus lui faisant « un doigt », ce qui devient sa marque de fabrique. Un site internet sur lequel on peut acheter son livre, des posters, des t-shirts et d'autres objets est développé. Il crée également un site web intitulé Lee's Clubhouse, davantage axé sur son lien avec sa communauté. Sklar explore également le marché des NFT sur un autre site web.
Le 6 mai 2020, Leland Sklar créée une liste établissant le top 10 de ses chansons préférées de tous les temps sur Spotify. La liste contient With A Little Help From My Friends interprété par Joe Cocker, Back in the High Life Again (en) de Steve Winwood, Millworker (en) de James Taylor, The Lark Ascending de Ralph Vaughan Williams, The Rubberband Man (en) de The Spinners, No Other de Gene Clark, Knock On Wood de Eddie Floyd, Behind The Lines - 2015 Remastered (en) de Phil Collins, Um, Um, Um, Um, Um, Um (en) de Major Lance et Harlem Shuffle de Bob & Earl (en).
Sklar déclare que son bassiste préféré est Rinat Ibraguimov, un ancien membre de l'Orchestre symphonique de Londres.
Leland Sklar fait également partie des groupes réunis annuellement en faveur de l'évènement We Write The Songs sponsorisé par l'ASCAP à la Bibliothèque du Congrès de Washington, D.C., et des musiciens des concerts d'avant cérémonie de remise des Grammy Awards.
Le 2 janvier 2022, Leland Sklar apparaît dans le documentaire de CNN Just Call Out My Name sur James Taylor et Carole King, rendant hommage à leur concert au Troubadour.

## Discographie
- Air Supply : The Vanishing Race (1993)
- Peter Allen : I Could Have Been a Sailor (1979)
- America : Alibi (1980)
- Bronson Arroyo : Covering the Bases (2005)
- Hoyt Axton :
  - Road Songs (1977)
  - Pistol Packin' Mama/Spin of the Wheel (1998)
- Barefoot Servants :
  - Barefoot Servants (1994)
  - Barefoot Servants 2 (2005)
- Carole Bayer Sager :
  - Carole Bayer Sager (1977)
  - Too (1978)
  - Sometimes Late at Night (1981)
- Py Bäckman : P20Y10 (2010)
- Cat Beach : Love Me Out Loud (2009)
- Regina Belle : Passion (1993)
- Barbi Benton : Something New (1975)
- Marc Benno and the Nightcrawlers : Crawlin (2009)
- Louis Bertignac : Suis-Moi (2014)
- Stephen Bishop : Bish (1978)
- Clint Black :
  - The Hard Way (1992)
  - No Time to Kill (1993)
  - Looking for Christmas (1995)
  - Nothin' but the Taillights (1997)
  - Christmas with You (2004)
- Ronee Blakley : Ronee Blakley (1972)
- Suzy Bogguss :
  - Aces (1991)
  - Voices in the Wind (1992)
  - Something Up My Sleeve (1993)
  - Simpatico (1994)
  - Give Me Some Wheels (1996)
  - Nobody Love, Nobody Gets Hurt (1998)
- Karla Bonoff : Karla Bonoff (1977)
- Laura Branigan : Branigan (1982)
- Sarah Brightman : As I Came of Age (1998)
- Cate Brothers : Cate Brothers (1975)
- Jackson Browne :
  - Jackson Browne (1972)
  - For Everyman (1973)
  - The Pretender (1976)
  - Running on Empty (1977)
- Peabo Bryson/Roberta Flack : Born to Love (1983)
- Jimmy Buffett : Boats, Beaches, Bars & Ballads (1992)
- Steve Camp : Consider the Cost (1991)
- Glen Campbell : Bloodline (1976)
- Eric Carmen : Change of Heart (1978)
- Kim Carnes :
  - Kim Carnes (1975)
  - St. Vincent's Court (1979)
  - Barking at Airplanes (1985)
  - View from the House (1988)
- David Cassidy :
  - The Higher They Climb (1975)
  - Home Is Where the Heart Is (1976)
- Steven Curtis Chapman :
  - Heaven in the Real World (1994)
  - Signs of Life (1996)
- Ray Charles : My World (1993)
- Billy Cobham : Spectrum (1973)
- Joe Cocker : Heart and Soul (2004)
- Leonard Cohen : The Future (1992)
- Phil Collins :
  - No Jacket Required (1985)
  - ...But Seriously (1989)
  - Serious Hits... Live! (1990)
  - ...Hits (1998)
  - Finally, The First Farewell Tour (2004)
- Rita Coolidge :
  - Lady's Not for Sale (1972)
  - Fall into Spring (1974)
  - It's Only Love (1975)
  - Anytime, Anywhere (1977)
- Crosby & Nash :
  - Graham Nash David Crosby (1972)
  - Crosby & Nash (2004)
- Crosby, Stills & Nash :
  - Daylight Again (1982)
  - Live It Up (1990)
  - Carry On (1998)
- Crosby, Stills, Nash & Young :
  - Replay (1980)
- David Crosby :
  - Thousand Roads (1993)
- Gene Clark :
  - No Other (1974)
- Catie Curtis : Catie Curtis (1997)
- Paul D'Adamo : Tell Me Something (2010)
- Jackie DeShannon : New Arrangement (1975)
- Neil Diamond :
  - Lovescape (1991)
  - Christmas Album (1992)
- Dion : Streetheart (1976)
- Thomas Dolby : Astronauts and Heretics (1992)
- Donovan :
  - 7-Tease (1973)
  - Cosmic Wheels (1973)
  - Slow Down World (1976)
- The Doors : Full Circle (1972)
- Chris Eaton : Wonderful World (1995)
- Randy Edelman :
  - If Love Is Real (1977)
  - You're the One (1979)
- England Dan & John Ford Coley : Dr. Heckle & Mr. Jive (1978)
- Yvonne Elliman :
  - Night Flight (1978)
  - Yvonne (1979)
- Lara Fabian : Wonderful Life (2004)
- Mimi Fariña : Mimi Fariña & Tom Jans (1971)
- Kinky Friedman : Kinky Friedman (1974)
- Richie Furay : I Still Have Dreams (1979)
- Ana Gabriel : Vivencias (1996)
- Art Garfunkel :
  - Breakaway (1975)
  - Songs from a Parent to a Child (1997)
- Garou : Seul (2000)
- Giorgio : Party Of The Century — (2010)
- Vince Gill :
  - Way Back Home (1987)
  - Let There Be Peace on Earth (1993)
  - High Lonesome Sound (1996)
- Chuck Girard : Glow in the Dark (1976)
- Andrew Gold :
  - What's Wrong With This Picture? (1976)
  - All This And Heaven Too (1978)
- Amy Grant :
  - Legacy...Hymns and Faith (2002)
  - Simple Things (2003)
- Tami Gunden : Celebration (1987)
- Arlo Guthrie : Last of the Brooklyn Cowboys (1973)
- Alejandra Guzmán : Algo Natural (1999)
- Sammy Hagar : The Best Of Sammy Hagar (1992)
- Merle Haggard : Chicago Wind (2005)
- Hall & Oates :
  - Daryl Hall & John Oates (1975)
  - Bigger Than Both of Us (1976)
  - Beauty on a Back Street (1977)
- Don Henley : I Can't Stand Still (1982)
- Michael W. Herndon :
  - Even in the Rain (2000)
  - The Spirit of the Sun (2008)
- Faith Hill : Cry (2002)
- Roger Hodgson : Hai Hai (1987)
- Engelbert Humperdinck : After Dark (1996)
- Brian Hyland : Brian Hyland (1970)
- Enrique Iglesias : Vivir (1997)
- Julio Iglesias : Crazy (1994)
- Freddie Jackson : Time for Love (1992)
- Flaco Jiménez : Partners (1992)
- Wynonna Judd : Wynonna (1992)
- John Kay : My Sportin' Life (1973)
- Sally Kellerman : Sally (2009)
- Casey Kelly : Casey Kelly (1972)
- Carole King : Thoroughbred (1976)
- Danny Kortchmar : Innuendo (1980)
- Kris Kristofferson :
  - Spooky Lady's Sideshow (1974)
  - Who's to Bless and Who's to Blame (1975)
  - Surreal Thing (1976)
- Kris Kristofferson and Rita Coolidge : Full Moon (1973)
- Leah Kunkel : Leah Kunkel (1979)
- Daniel Lavoie : Woman to Man (1994)
- Lisa Loeb :
  - Firecracker (1997)
  - Cake and Pie (2002)
  - Hello Lisa (2002)
- Lyle Lovett :
  - Lyle Lovett and His Large Band (1989)
  - Joshua Judges Ruth (1992)
  - The Road to Ensenada (1996)
  - Step Inside This House (1998)
- Steve Lukather :
  - Lukather (1998)
  - Ever changing times (2008)
- The Manhattan Transfer : Offbeat of Avenues (1991)
- Amanda Marshall : Amanda Marshall (1996)
- Yumi Matsutoya :
  - The 14th Moon (1976)
  - The Gates of Heaven (1990)
  - Dawn Purple (1991)
  - Tears and Reasons (1992)
  - Acacia (2001)
- Ricky Martin : Medio Vivir (1995)
- Richard Marx:
  - Rush Street (1991)
  - Paid Vacation (1993)
- McCluskey : A Long Time Coming (1978)
- Maureen McCormick : When You Get a Little Lonely (1995)
- Reba McEntire :
  - The Last One to Know (1987)
  - Sweet Sixteen (1989)
  - For My Broken Heart (1991)
  - Read My Mind (1994)
  - Starting Over (1995)
  - Greatest Collection (2004)
- Pat McGee - Pat McGee (2015)
- Roger McGuinn :
  - Roger McGuinn (1973)
  - Peace on You (1974)
  - Born to Rock & Roll (1992)
- Barry McGuire : Lighten Up (1974)
- Bette Midler : Broken Blossom (1977)
- Giorgio Moroder : Cat People (1982)
- Miyuki Nakajima :
  - Hi: Wings (1999)
  - Tsuki: Wings (1999)
  - Short Stories (2000)
  - Lullaby for the Soul (2001)
  - Otogibanashi: Fairy Ring (2002)
- Graham Nash : Innocent Eyes (1986)
- Aaron Neville :
  - Aaron Neville's Soulful Christmas (1993)
  - To Make Me Who I Am (1997)
- Randy Newman :
  - Land of Dreams (1988)
  - Randy Newman's Faust (1995)
- Joanna Newsom : Ys (2006)
- Olivia Newton-John : Making a Good Thing Better (1977)
- The Oak Ridge Boys :
  - Heart Beat (1987)
  - Monongahela (1987)
- Mike Oldfield : Man On The Rocks (2014)
- Nigel Olsson : Nigel Olsson (1978)
- Jamie Owens : Growing Pains (1975)
- Twila Paris : Perennial: Songs for the Seasons of Life (1998)
- Van Dyke Parks :
  - Moonlighting: Live at the Ash Grove (1998)
  - Songs Cycled (2013)
- Dolly Parton :
  - 9 to 5 and Odd Jobs (1980)
  - Dolly, Dolly, Dolly (1980)
  - Heartbreak Express (1982)
  - Rainbow (1987)
- Laura Pausini : Entre Tu y Mil Mares / Tra Te e il Mare (2000)
- Herb Pedersen :
  - Southwest (1976)
  - Sandman (1977)
  - Lonesome Feeling (1984)
- Bernadette Peters :
  - Bernadette Peters (1980)
  - Bernadette (1992)
- Shawn Phillips :
  - Faces (1972)
  - Bright White (1973)
  - Spaced (1977)
  - Transcendence (1978)
  - No Category (2002)
- Poco : Legacy (1989)
- Point of Grace:
  - Steady On (1998)
  - Christmas Story (1999)
- Michel Polnareff : Fame a la Mode (Un temps pour elles, 2025)
- Steve Poltz : One Left Shoe (1998)
- Bonnie Raitt : Nine Lives (1986)
- Willis Alan Ramsey : Willis Alan Ramsey (1972)
- Helen Reddy : Helen Reddy (1971)
- Cliff Richard : Heathcliff — (1996)
- Turley Richards : Expressions (1971)
- LeAnn Rimes :
  - Twisted Angel (2002)
  - What a Wonderful World (2004)
- Lee Ritenour : Banded Together (1984)
- Johnny Rivers : Last Train to Memphis (1998)
- Linda Ronstadt :
  - Don't Cry Now (1973)
  - Cry Like a Rainstorm, Howl Like the Wind (1989)
  - Winter Light (1994)
  - Feels Like Home (1995)
  - We Ran (1998)
  - Mi Jardín Azul: Las Canciones Favoritas (2004)
- Diana Ross :
  - To Love Again (1981)
  - Force Behind the Power (1991)
- Vasco Rossi : Buoni o Cattivi (2004)
- Jennifer Rush : Heart Over Mind (1987)
- Marta Sánchez :
  - Desconocida (1998)
  - Soy Yo (2002)
- David Sanborn : Love Songs (1976)
- Véronique Sanson :
  - Zenith 93 (1993)
  - Comme ils l'imaginent (1996)
  - Indestructible (1998)
  - D'un papillon à une étoile (1999)
- Leo Sayer : Leo Sayer (1978)
- Joey Scarbury : America's Greatest Hero (1981)
- Darrell Scott : Family Tree (1999)
- 2nd Chapter of Acts :
  - The Roar of Love (1980)
  - Singer Sower (1983)
- The Section :
  - Section (1972)
  - Forward Motion (1973)
  - Fork It Over (1977)
- Neil Sedaka :
  - Hungry Years (1975)
  - Sedaka's Back (1975)
  - Steppin' Out (1976)
  - In the Pocket (1980)
- Vonda Shepard : Heart and Soul: New Songs From Ally McBeal (1999)
- Carly Simon : Playing Possum (1975)
- Ricky Skaggs :
  - Love's Gonna Get Ya (1986)
  - My Father's Son (1991)
- Michael W. Smith :
  - I'll Lead You Home (1995)
  - Christmastime (1998)
  - Christmas Collection (2004)
- The Spencer Davis Group : Mousetrap (1972)
- Jimmie Spheeris : The Original Tap Dancing Kid (1973)
- Rick Springfield : Mission Magic (1974)
- John Stewart : The Lonesome Picker Rides Again (1971)
- Rod Stewart :
  - Atlantic Crossing (1975)
  - A Night on the Town (1976)
- Stephen Stills :
  - Stills (1975)
  - Turnin' Back the Pages (2003)
- George Strait :
  - Ocean Front Property (1987)
  - Strait Out of the Box (1995)
- Barbra Streisand : Love Like Ours (1999)
- Daryl Stuermer : Live & Learn (1998)
- Donna Summer : The Wanderer (1980)
- Talbot Bros. : Talbot Bros. (1974)
- James Taylor :
  - Mud Slide Slim and the Blue Horizon (1971)
  - One Man Dog (1972)
  - Gorilla (1975)
  - Greatest Hits (1976)
  - In the Pocket (1976)
  - JT (1977)
  - Flag (1979)
  - Dad Loves His Work (1981)
  - That's Why I'm Here (1985)
  - Never Die Young (1988)
  - Live in Rio (1991)
  - The Best of James Taylor (2003)
- Kate Taylor : Sister Kate (1971)
- Livingston Taylor : There You Are Again (2005)
- Billy Thorpe :
  - Children Of The Sun (1979)
  - 21st Century Man (1981)
- Toto :
  - Falling in Between Live
  - Toto XIV
- Terence Trent d'Arby : Terence Trent d'Arby's Symphony or Damn (1993)
- Tanya Tucker : Should I Do It (1981)
- Michelle Tumes : Dream (2001)
- Anna Vissi : Everything I Am (2001)
- Clay Walker :
  - Clay Walker (1993)
  - Live, Laugh, Love (1999)
  - Few Questions (2003)
- Jennifer Warnes : Well (2001)
- The Weather Girls : Success (1983)
- Jimmy Webb :
  - Angel Heart (1982)
  - Suspending Disbelief (1993)
- Bernie Williams : The Journey Within (2003)
- Paul Williams : Back to Love Again (1999)
- Robbie Williams : Escapology (2002)
- Wilson Phillips : Shadows and Light (1992)
- Lee Ann Womack : Something Worth Leaving Behind (2002)
- Trisha Yearwood : Everybody Knows (1996)
- Takuro Yoshida : Long Time No See (1996)
- Jesse Colin Young : Walk the Talk (2003)
- Warren Zevon :
  - Excitable Boy — (1978)
  - Bad Luck Streak in Dancing School — (1980)
  - The Envoy — (1982)
  - Sentimental Hygiene — (1987)
  - I'll Sleep When I'm Dead (An Anthology) — (1996)

### Bandes originales

#### Films
- Phantom of the Paradise (1974)
- La féline (1982)
- Doctor Detroit (1983)
- Metropolis (1984)
- La Nuit déchirée (1992)
- Love Maximum (1994)
- Annabelle's Wish (1997)
- Complots (1997)
- Postman (1997)
- Black Dog (1998)
- Le Prince d'Égypte (1998)
- Pour l'amour du jeu (1999)
- Une bouteille à la mer (1999)
- Coyote Girls (2000)
- Docteur T et les Femmes (2000)
- La Revanche d'une blonde (2001)

#### Séries télévision
- 200 dollars plus les frais (1974)
- Magnum (1980)
- Capitaine Furillo (1981)
- Ralph Super-héros (1981)
- L'Agence tous risques (1983)
- Rick Hunter (1984)
- Alf (1986)
- Docteur Doogie (1989)
- Code Quantum (1989)
- Génération musique (1992)
- Catwalk (1994)

### Apparitions au cinéma
- Le Vainqueur (en tant que membre du Rhinestone House Band, joue son propre rôle)  (1984)
- Explosion imminente (en tant que bassiste du blues band) (2001)